# Analiza sensoryczna
Analiza sensoryczna – oceny organoleptyczne, wykonywane w sposób gwarantujący powtarzalność i odtwarzalność wyników. Jest to osiągane dzięki rygorystycznemu przestrzeganiu procedur, szczegółowo opisanych w odpowiednich normach lub resortowych wytycznych.

## Zakres zastosowań
Analiza sensoryczna jest jednym z głównych narzędzi towaroznawstwa i materiałoznawstwa. Jest niezastąpiona w czasie ocen jakości artykułów spożywczych oraz wielu innych artykułów codziennego użytku (np. produkty chemii gospodarczej, kosmetyki itp.). Znajduje również zastosowanie podczas badań jakości elementów środowiska – zanieczyszczeń powietrza i wody.
Ilustracją dużego zainteresowania technikami analizy sensorycznej jest fakt, że w bazie online artykułów technicznych SIGMA-NOT po wprowadzeniu zapytania „analiza sensoryczna” uzyskujemy tysiące odpowiedzi. Wśród tych artykułów dominują publikacje dotyczące badań jakości artykułów żywnościowych (przykład – D. Jaworska, 2007).

## Normalizacja

### Początki normalizacji
W procesie opracowywania polskich norm dotyczących analizy sensorycznej wiodącą rolę odegrał zespół prof. Damazego Tilgnera z Politechniki Gdańskiej. Prace Profesora Tilgnera kontynuowała prof. Nina Baryłko-Pikielna z Instytutu Żywności i Żywienia w Warszawie, w którym wyodrębniono Pracownię Analizy Sensorycznej. Wymienieni specjaliści utworzyli wielokrotnie cytowaną w światowym piśmiennictwie „polską szkołę analizy sensorycznej”. Bardzo popularne są podręczniki: Zarys analizy sensorycznej żywności (1975) i Sensoryczne badania żywności (2009).
Prace w zakresie normalizacji metodyki analiz, podjęte w roku 1960, były pionierskie i unikalne w skali światowej. Najwcześniej opracowane normy objęły tematy: „Metody analizy sensorycznej. Analiza jakości cząstkowej i całkowitej metodą punktową (1964), oraz: Artykuły żywnościowe. Metody sprawdzania wrażliwości sensorycznej w zakresie smaku i węchu (1965). W kolejnych latach ogłoszono normy: Analiza sensoryczna. Zasady ogólne (1966) i Analiza sensoryczna. Nazwy i określenia (1971). Międzynarodowa Komisja Normalizacyjna (ISO) rozpoczęła podobne prace dopiero w roku 1969, formułując pierwszą wersję dokumentu „Sensory Analysis. Terminology”. Normę PN-ISO: „Analiza sensoryczna. Terminologia” ustanowiono w roku 1997.

### Normy dotyczące analizy sensorycznej w katalogu PKN
Wejście Polski do UE spowodowało szybki wzrost liczby ustanowionych przez Polski Komitet Normalizacyjny norm PN-ISO i PN-EN. W katalogu norm, zamieszczonym na stronie PKN, znajduje się około 20 pozycji z wyrazami „analiza sensoryczna” w tytule (nie są to wszystkie normy dotyczące analizy sensorycznej).
Przykłady:
- Analiza sensoryczna—Terminologia,
- Analiza sensoryczna—Metodologia—Wytyczne ogólne,
- Analiza sensoryczna—Metodologia—Metoda trójkątowa,
- Analiza sensoryczna—Metodologia—Metoda parzysta,
- Analiza sensoryczna—Metodologia—Metoda duo-trio,
- Analiza sensoryczna—Ogólne wytyczne wyboru, szkolenia i monitorowania oceniających—Wybrani oceniający,
- Analiza sensoryczna—Ogólne wytyczne wyboru, szkolenia i monitorowania oceniających—Część 2: Eksperci oceny sensorycznej,
- Analiza sensoryczna—Metodologia – Ogólne wytyczne ustalania profilu sensorycznego,
- Analiza sensoryczna—Metodologia—Ocena produktów żywnościowych przy użyciu metod skalowania.

## Metody analizy sensorycznej

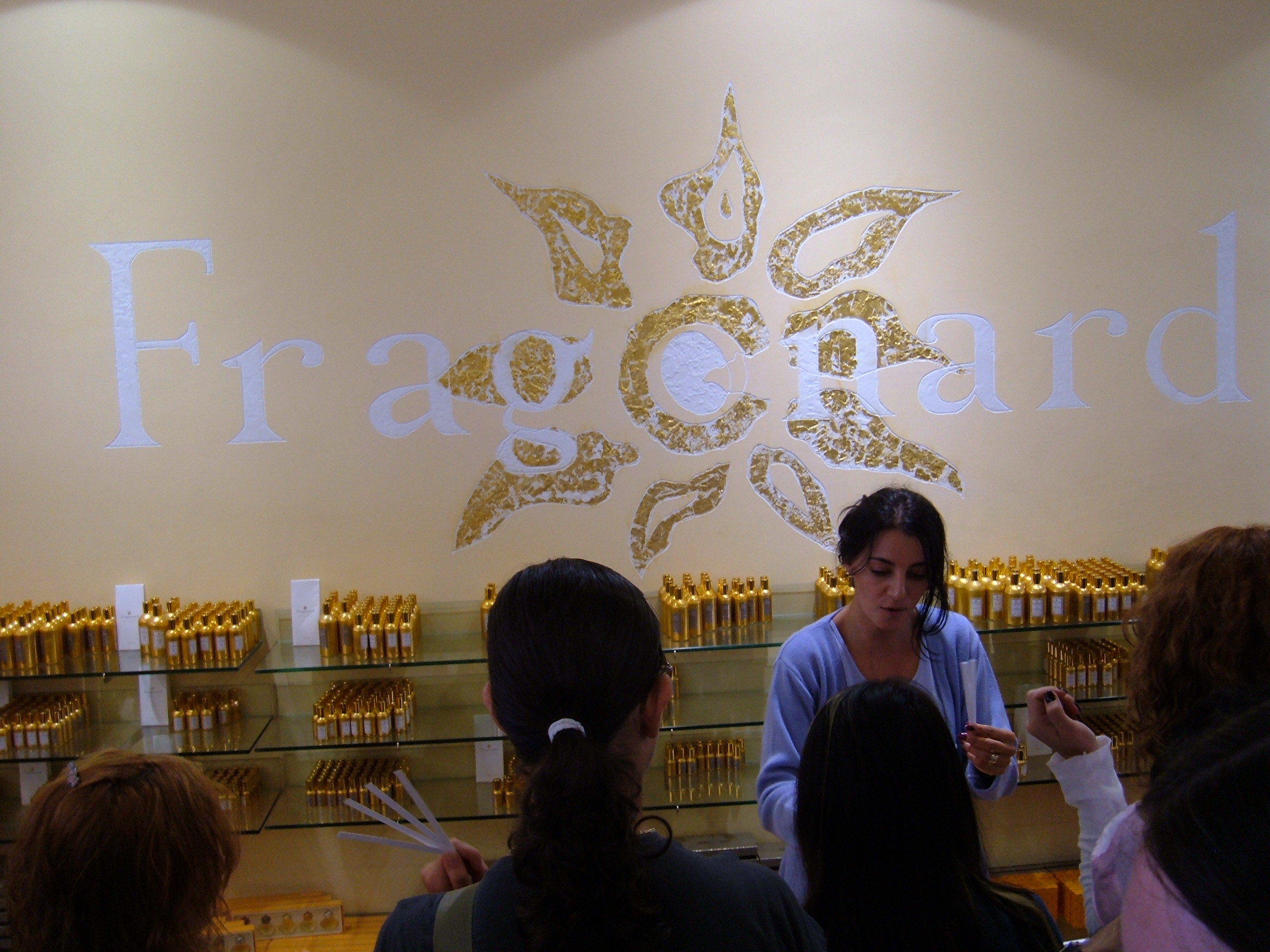
Ocena jakości zapachu w zakładzie 'Fragonard'

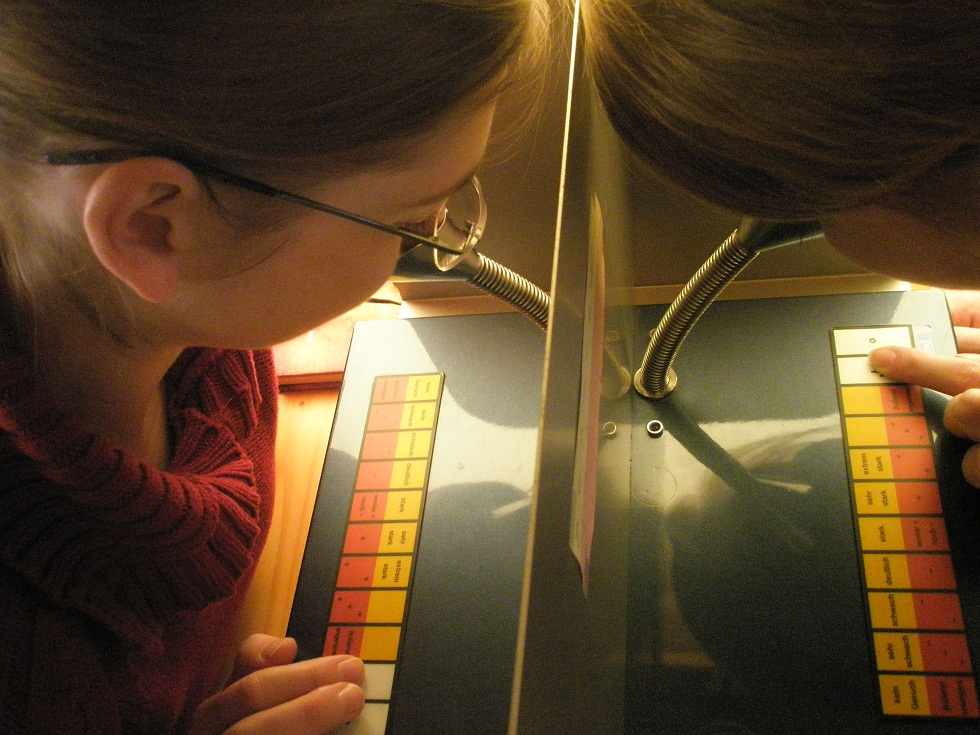
Stanowiska oceniających przy olfaktometrach serii TO są wyposażone w przycisk TAK/NIE i przyciski umożliwiające skalowanie intensywności zapachu i jakości hedonicznej

Klasyfikacja licznych metod analitycznych może być dokonana z uwzględnieniem różnego rodzaju kryteriów, dotyczących na przykład:
- rodzaju badanych próbek (pochodzenie, stan skupienia,...),
- mierzonych/ocenianych właściwości (np. jakość hedoniczna, badania zapachu – olfaktometria),
- celu pomiarów,
- stosowanych technik pomiarowych.

Badane substancje mogą być próbkami ciał stałych, cieczy lub gazów, zwykle kierowanych do analizy w celu kontroli jakości surowców i produktów przemysłowych.
Kontrola może polegać na ocenie zgodności organoleptycznych cech produktu (smak, zapach, barwa, konsystencja,…) z charakterystyką substancji uznanej za standard. Takie badania wykonują niewielkie grupy kilku lub kilkunastu ekspertów o odpowiednim doświadczeniu i o sprawdzonej wrażliwości sensorycznej (sposoby kontroli określają normy). Zapewnia się maksimum obiektywizmu ocen.
Jeżeli celem badań jest stwierdzenie, czy nowy produkt zyska akceptację konsumentów (jest bardziej „pożądalny” od dotychczas oferowanych), przeprowadza się badania konsumenckie, polegające na gromadzeniu subiektywnych opinii dużej grupy ludzi, reprezentatywnej dla określonej populacji (zwykle ponad 100 osób).

## Najbardziej popularne techniki
Spośród metod analizy sensorycznej można wyróżnić metody rozcieńczeń, skalowanie i oznaczenia progów.
- Pomiary wykonywane metodami rozcieńczeń (czystym powietrzem lub czystą wodą – zależnie od rodzaju badanej próbki) zmierzają najczęściej do określenia, w jakim stopniu trzeba rozcieńczyć próbkę, żeby osiągnąć próg spostrzegania wrażenia (np. smaku, zapachu, barwy). Wynikiem olfaktometrycznych badań próbek gazowych jest stężenie zapachowe zanieczyszczeń (cod [ou/m³]).
- Skalowanie polega na ocenach natężenia określonych cech jakościowych przy użyciu skal, takich jak skale werbalne, liczbowe, graficzne lub skale standardów.
- Oznaczane progi, to – przede wszystkim – progi różnicy i progi spostrzegania lub rozpoznawalności.

W pierwszym przypadku celem analiz może być na przykład określenie, jakie najmniejsze zmiany wybranego parametru (np. stężenie cukru) powodują wykrywalne zmiany natężenia ocenianej cechy (np. słodkość, intensywność smaku, pożądalność).
Z punktu widzenia ochrony ludności przed odorami szczególnie interesujące są progowe stężenia odorantów, przy których zapach pojawia się, staje się rozpoznawalny oraz osiąga kolejne stopnie skali intensywności (próg wyczuwalności, próg rozpoznawalności, progi związane z określeniami „słaby”, „wyraźny”, „mocny” itp.). Równocześnie powinny być rejestrowane wartości stężeń, przy których zapach osiąga kolejne stopnie skali jakości hedonicznej (stopnie niechęci), zmienia charakter itp.

Podczas wykonywanych metodą różnicową badań olfaktometrycznych oceniającym przedstawia się próbki i standard prosząc o wskazanie, który z zapachów spełnia określone kryterium (na przykład: Który jest słabszy? Który jest przyjemniejszy?). Stosowane są testy „wymuszonego” lub „niewymuszonego wyboru”, czyli nie może lub może być udzielona odpowiedź: „Nie czuję różnicy”.
Najbardziej popularne są „testy parzyste” i „testy trójkątowe”.
Przykład:
W przypadku badań zapachu wody do picia każdy z członków zespołu otrzymuje próbkę tej wody wraz z jedną (test parzysty) lub dwoma (test trójkątowy) próbkami wody dokładnie oczyszczonej. Po porównaniu zapachu lub smaku musi wskazać, która z próbek nie była oczyszczona. Podczas obliczeń końcowego wyniku zespołowych pomiarów uwzględnia się statystyczny rozkład odpowiedzi wymuszonych, które są udzielane w sytuacji, gdy oceniający nie wyczuwają różnicy między próbkami.